# Apoprotein
Et apoprotein er et protein som mangler en karakteristisk prostetisk gruppe. Selve apoproteinet består kun af aminosyrer, og det er ikke fuldt funktionsdygtigt før det binder sin prostetiske gruppe til sig og bliver til et holoprotein. På tilvarende vis kaldes et enzym henholdsvis uden og med prostetisk gruppe for et apoenzym og et holoenzym.
Et eksempel på et apoprotein er apohæmoglobin, som er proteinbestanddelen af hæmoglobin uden hæm-gruppen.